# Cabaret (песня)
«Cabaret» — песня, написанная композитором Джоном Кандером и поэтом-песенником Фредом Эббом для мюзикла «Кабаре», впервые представленного публике на Бродвее в 1966 году.
Песню исполняет главная героиня, кабаретная певица Салли Боулз.

## История
В оригинальной бродвейской постановке 1966 года песню впервые исполнила Джилл Хейворт, исполнительница роли Салли Боулз.
В увидевшей свет в 1972 году киноадаптации песню пела Лайза Миннелли

## Признание
Американский институт киноискусства поместил эту песню (в версии из фильма 1972 года «Кабаре») на 18-е место своего списка ста лучших песен из американских кинофильмов.